# Gostinu
Gostinu là một xã thuộc hạt Giurgiu, România. Dân số thời điểm năm 2002 là 2425 người.